# 陳王庭 (萬曆甲戌進士)
陳王庭（1543年—？），字惟獻，號藎菴，浙江杭州府仁和縣人，明朝政治人物。

## 生平
治《易經》，由縣學生中式嘉靖四十三年（1564年）甲子科浙江鄉試第六十八名舉人，萬曆二年（1574年）甲戌科第三甲第三十九名進士。授陕西洛川知縣，歷升興化府知府，二十六年五月升江西副使。仕至雲南布政司參政。

## 家族
行三，曾祖陳天瑀；祖陳宿；父陳震；母曹氏。具慶下，妻戴氏，兄王言；王章，弟王宁。